# Distrito de Acolla
El Distrito de Acolla es uno de los treinta y cuatro distritos de la Provincia de Jauja, ubicada en el Departamento de Junín, en el centro del Perú. Su capital es la localidad de Acolla.

## Historia
Fue creado mediante Ley s/n del 26 de octubre de 1886, durante el gobierno del presidente Andrés Avelino Cáceres.

## Geografía
El distrito tiene una extensión de 122,4km² y una altitud media de 3465 metros sobre el nivel del mar. Según el censo de 2007, cuenta con 8 402 habitantes.

## Gastronomía
La gastronomía del distrito de Acolla destaca por su diversidad y por mantener recetas tradicionales transmitidas de generación en generación. Entre los platos típicos más representativos se encuentran:
- Pachamanca — Preparada con carnes sazonadas, tubérculos y hierbas aromáticas, cocidas en un horno de piedras calientes bajo tierra.
- Caldo de cabeza — Sopa a base de cabeza de cordero, hierbas y papa, muy consumida en festividades.
- Trucha frita — Pescado fresco proveniente de ríos y lagunas de la zona, acompañado de papa y ensalada.
- Picante de cuy — Cuy frito o guisado con ají panca y especias, servido con papas y mote.
- Mazamorra de calabaza — Postre tradicional hecho a base de zapallo, leche y azúcar.
- Chicha de jora — Bebida fermentada de maíz, consumida en celebraciones y reuniones comunales.

Cada plato forma parte de la identidad cultural del distrito y suele prepararse especialmente durante las fiestas patronales y eventos comunitarios.

## Festividades
- Abril: Semana Santa
- Mayo: Cruz de Mayo
- Junio: San Juan Bautista
- Agosto: Nuestra Señora de las Nieves
- Diciembre: La Pachahuara